# For the Feast of Giordano Bruno

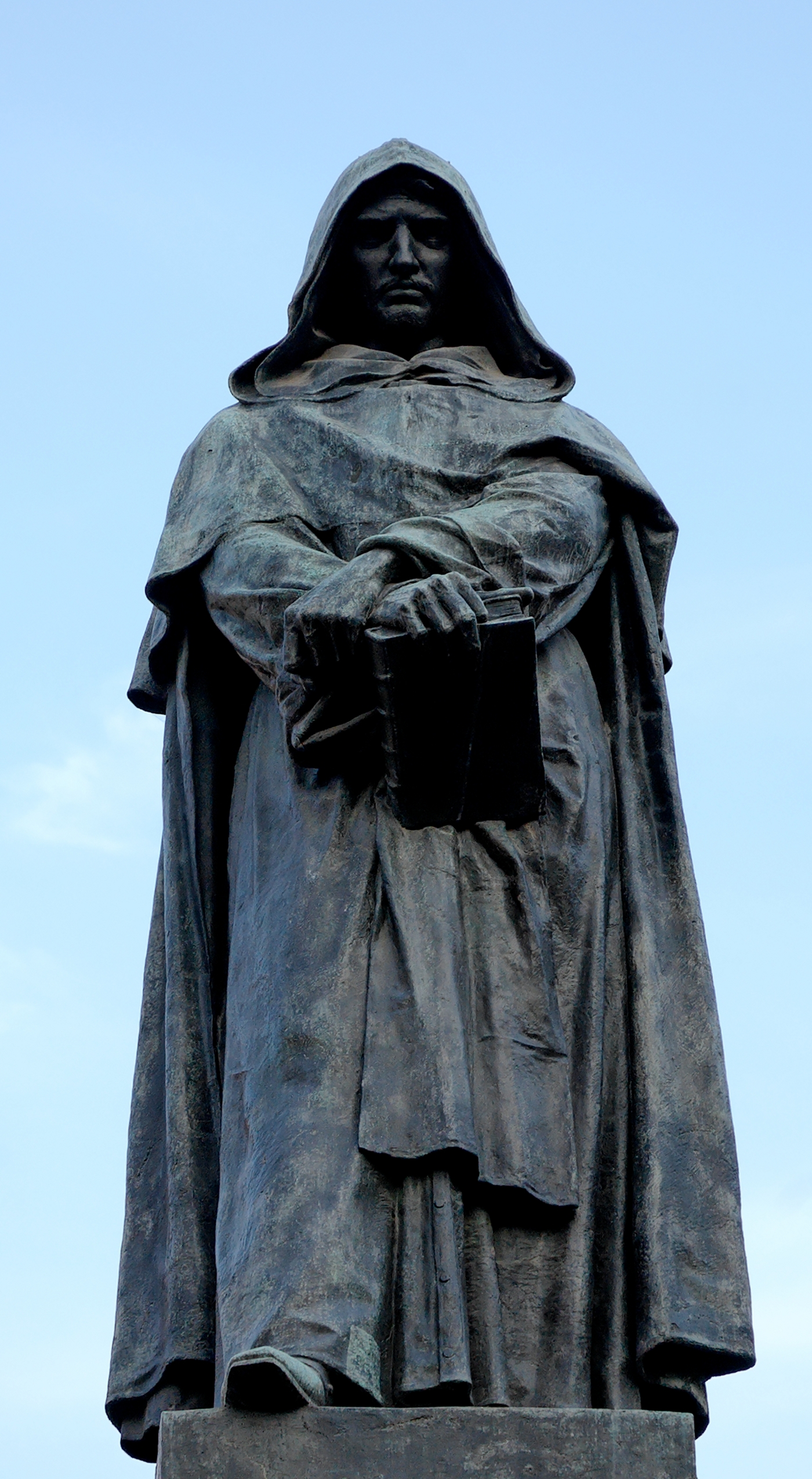
Ettore Ferrari, Pomnik Giordana Bruna na Campo dei Fiori w Rzymie

For the Feast of Giordano Bruno – cykl liryczny angielskiego poety Algernona Charlesa Swinburne’a, opublikowany w tomiku Poems and Ballads. Second Series, wydanym w Londynie w 1878 roku przez spółkę wydawniczą Chatto & Windus i wznowionym w Nowym Yorku w 1885, składający się z dwóch sonetów. Utwór jest poświęcony pamięci włoskiego filozofa, pisarza i poety Giordana Bruna (który też był autorem sonetów, w tym utworu Za Parnas własne serce wystarczyć mi może, znanego w Polsce z przekładu Adama Asnyka), skazanego na śmierć przez trybunał inkwizycyjny i spalonego na stosie na Campo de’ Fiori w Rzymie 17 lutego 1600 za poglądy niezgodne z ówcześnie obowiązującą doktryną. Omawiane sonety Swinburne’a rymują się abba abba cddccd i abba abba cddcdc. Są napisane pentametrem jambicznym.

Son of the lightning and the light that glows
Beyond the lightning's or the morning's light,
Soul splendid with all-righteous love of right,
In whose keen fire all hopes and fears and woes
Were clean consumed, and from their ashes rose
Transfigured, and intolerable to sight
Save of purged eyes whose lids had cast off night,
In love's and wisdom's likeness when they close,
Embracing, and between them truth stands fast,
Embraced of either; thou whose feet were set
On English earth while this was England yet,
Our friend that art, our Sidney's friend that wast,
Heart hardier found and higher than all men's past,
Shall we not praise thee though thine own forget?